# Estación Machiya-Nichōme
La estación Machiya-Nichome (町屋二丁目停留場 Machiya-Nichōme-teiryūjō?) de la línea Toden Arakawa, pertenece al único sistema de tranvías de la empresa estatal Toei, y está ubicada en el barrio especial de Arakawa, en la prefectura de Tokio, Japón.

## Sitios de interés
- Templo Mankoji